# Motor Chrysler SOHC V6
El motor Chrysler SOHC V6 va ser presentat l'any 1993 com un dels motors punters de Chrysler. Es tractava d'una versió derivada del motor 3.3 només que s'usa una arquitectura de motor SOHC en comptes del OHV. Són fabricats a la planta de Trenton, Michigan, excepte la versió high-output del 3.5L que es fabrica a Kenosha, Wisconsin.
S'espera que aquesta família de motors quedi substituïda pels motors Phoenix l'any 2013.

## Informació general
Existeixen 3 variants d'aquesta família de motors: 3.5L, 3.2L i 4.0L (aquesta última, va aparèixer el 2006 amb el Dodge Nitro). En principi aquests havien d'usar-se, més aviat, com a substituts dels motors en configuració longitudinal que usaven els vehicles de Chrysler que usaven el xassís LH i no pas del disseny transversal usat pels vehicles amb xassís K. Cal esmentar també un 2.7L, encara que aquest usa una arquitectura DOHC.
El primer a nàixer d'aquesta família és el 3,5 L (1994). Posteriorment, s'ofereix un 3.2L (1998) que deixarà de fabricar-se el 2004. Com s'ha indicat anteriorment, el 4.0L apareix a partir del 2006 (2007).
| Cubicatge               | Anys      | Potència        | Torsió  |
| ----------------------- | --------- | --------------- | ------- |
| 3.5L (3518 cc; 214 in³) | 1994–1998 | 214 cv          | 300 N·m |
| 3.5L (3518 cc; 214 in³) | 1999–2003 | 234 cv          | 327 N·m |
| 3.5L (3518 cc; 214 in³) | 2004–2010 | 255 cv          | 339 N·m |
| 3.2L (3231 cc;197 in³)  | 1998–2001 | 225 cv (168 kW) | 305 N·m |
| 4.0 L (3952 cc;241 in³) | 2007–2011 | 255 cv          | 373 N·m |

## 3.5
Amb un cubicatge de 3.5L (3518 cc, 214 in³), es tracta d'una versió del 3.3L amb un diàmetre (bore) major, de 96 mm i una carrera (stroke) de 81 mm que en aquest cas és la mateixa. El motor disposa d'una configuració que permet una major torsió a baixes i mitjanes revolucions; tot i ser SOHC, el motor tenia 4 vàlvules per cilindre, una configuració de vàlvules més comuna en un DOHC. La seva potència era de 214 cv i 300 N·m de torsió.
L'any 1999 es va oferir completament d'alumini, sota el nom d'EGJ. També, va ser modificat per ser ubicat de forma longitudinal per als models de propulsió, primer amb el Prowler i posteriorment amb la gamma LX. El 2004, la potència ja era de 234 cv i 327 N·m de torsió.
La versió high-output, anomenada EGG, té una potència de 255 cv i una torsió de 339 N·m. La versió EGK va ser utilitzada pels models especials de 300M durant el període 2002-2004.
- Vehicles que han equipat el motor EGJ:
  - Chrysler Sebring
  - Dodge Avenger
  - Chrysler Concorde
  - Chrysler LHS
  - Chrysler New Yorker
  - Dodge Intrepid
  - Eagle Vision
  - Plymouth Prowler

- Vehicles que equipen el motor EGG:
  - 2005 Chrysler 300 Touring
  - 2005 Dodge Magnum SXT
  - 2006 Dodge Charger
  - 2009 Dodge Journey
  - 1999-2004 Chrysler 300M
  - 2002-2004 Chrysler Concorde Limited

## 4.0
El motor 3.5L va créixer a 4.0L (3952cc; 241 in³) per oferir-se al Dodge Nitro i al Chrysler Pacifica. El diàmetre (bore) és de 96 mm, la carrera (stroke) de 91 mm i la seva relació de compressió és de 10.3:1. La potència d'aquest motor 
Vehicles que equipen aquest motor
- 2007–actualitat Dodge Nitro
- 2007–actualitat Chrysler Pacifica
- 2008–actualitat Chrysler Town & Country
- 2008–actualitat Dodge Grand Caravan

## 3.2
Aquest motor 3.2L (3231 cc; 197 in³) es va presentar juntament amb l'actualització del xassís LH l'any 1998. També, de 4 vàlvules per cilindre, tenia un diàmetre (bore) menor, de 92 mm i una carrera (stroke) de 81 mm, la mateixa que el 3.5L. Amb 225 cv i 305 N·m de potència, complia amb l'estàndard TLEV. A partir del 2001 va deixar d'oferir-se.
Vehicles que l'han equipat
- 1998-2001 Chrysler Concorde
- 1998-2001 Dodge Intrepid